# Trícala
Trícala (en grec: Τρίκαλα, transcrit Tríkala; turc: Tirhala; grec antic: Τρίκκα) és una ciutat de Grècia situada al nord-oest de Tessàlia. És capital d'una unitat administrativa. Hi passa el riu Leteos, afluent del Peneu. La seva població és de 80.900 habitants (2001). La unitat administrativa o gran municipalitat es va formar el 2011 amb la unió de 7 municipis petits al principal de Trícala; els antics municipis van restar com unitats municipals: Estiaiotida, Faloreia, Kallidendro, Koziakas, Megala Kalyvia, Paliokastro, Paralithaioi i Trícala.

## Història
Hi ha restes prehistòriques a la cova de Theopetra del 49.000 aC i establiments neolítics de vers el 6000 aC a Grand Kefalovriso i altres llocs. Era capital d'un regne el període micènic.

### Antiguitat
Segons el mite, la ciutat de Trica hauria agafat el nom de la nimfa Trica, filla de Peneu o del riu Asop. Es deia que Asclepi fou rei de la ciutat, i ja és esmentada en la Ilíada, on es diu que va lluitar a la guerra de Troia al costat dels grecs aportant dos metges fills d'Asclepi: Macàon i Podaliri. En època històrica, fou el centre de l'estat dels hestieòtides, segons la descripció del geògraf Estrabó. Tot i així, no va ser una ciutat particularment rellevant.
Va passar als perses el 480 aC. El 470 aC es va unir a la confederació de Tessàlia. El 352 aC va passar al regne de Macedònia sota Filip II. Fou conquerida pels romans el 168 aC. Des del segle iv alguns invasors hi van passar i la van dominar temporalment: els gots el 396, els huns el 447 i els eslaus el 577.

### Edat mitjana
La ciutat va prosperar quan va substituir Gomfos com a centre comercial. Els búlgars la van arrabassar als romans d'Orient el 976 i la van conservar fins al 1025. El 1081 fou ocupada temporalment pels normands i en aquest temps ja era anomenada Trícala segons l'Alexíada, d'Anna Comnena. Va passar als llatins el 1204, però al cap de pocs anys havia passat a mans del despotat de l'Epir; els catalans la van dominar del 1309 al 1311. Al segle xiv fou la pròspera capital de l'estat grec de Tessàlia occidental sota Simó Ouresis (Uresis) germanastre d'Esteve Dušan

### Període otomà
el 16 d'octubre de 1395 va passar als otomans i fou feu dels turakhanoğlu, i Turakahan Beg (mort el 1456) va portar colons musulmans. En aquest temps tenia 2.453 habitants. El 1466 era capital d'un gran sandjak que governava Ahmet Evrenoğlu descendent de Gazi Evrenos. Omër Turakhan (fill de Turakahan Beg) va tenir la ciutat fins a la seva mort el 1484. El 1506 hi vivien 3.100 persones. El 1520 apareix com una de les ciutats més riques de la regió. Se sap que hi havia un barri jueu del que hi ha referències ja més de 100 anys abans. El 1601 el bisbe local, Dionís el Filòsof, va dirigir una revolta cristiana a Janina. Fou visitada per Ewliya Çelebi que com fa sovint exagera el nombre de les seves botigues o magatzems (en dona uns 1000). Fou en part destruïda per un incendi el 1749. El 14 de juliol de 1771 es van revoltar els cristians durant la guerra russo-turca de 1768 a 1774 i fou saquejada per 4000 irregulars albanesos que van cremar també una part de la ciutat; llavors tenia uns 25.000 habitants, la mateixa xifre esmentada al temps de la guerra d'independència (1820). Però Ami Boue que vivia a Trícala abans de 1840 diu que eren 10.000. Fou reconstruïda en aquest segle. El darrer cens otomà del 1877/1878 dona 25.000 habitants i era capçalera de sandjak.

### Història recent
El 1881 va passar a Grècia i encara que efímerament recuperada pels turcs el 1897, va retornar als grecs el 1898.

## Agermanaments
- Amberg, Alemanya
- Brașov, Romania
- Chongqing, República Popular de la Xina
- Piatigorsk, Rússia
- Talence, França
- Tucson, EUA